# Zawadówka (Zalipie)
Zawadówka – część wsi Zalipie (ukr. Залип'я) na Ukrainie w rejonie rohatyńskim obwodu iwanofrankiwskiego.

## Historia
Dawniej samodzielna miejscowość i gmina jednostkowa w powiecie rohatyńskim Królestwa Galicji i Lodomerii. W II RP już nie figuruje jako samodzielna gmina, lecz jako część gminy Zalipie. Od 1934 w zbiorowej gminie Rohatyn w powiecie rohatyńskim.
Po wojnie włączony do Związku Radzieckiego (Ukraińskiej SRR).